# Grietje Visboom
Grietje Visboom, född 1649, död 1695, var en nederländsk affärsidkare.
Hon var bosatt i New York, där hon handlade med tyger och möbler. 
Hennes efterlämnade bohag och inventarieförteckning blev på 2000-talet föremål för en utställning.